# 临沧专区
临沧专区是云南省已撤销的专区，行政专员公署驻临沧县，1954年由缅宁专区更名而来，1970年改称临沧地区。

## 行政区划
下列为各年末临沧专区行政区划的列表，区划调整以批准时间为准
- 1954年

缅宁县、镇康县、双江县、沧源县、耿马县
- 1955年：缅宁县更名临沧县，耿马县改置耿马傣族佧佤族自治县

临沧县、镇康县、双江县、沧源县、耿马傣族佧佤族自治县
- 1956年：凤庆县和云县由大理专区划入

临沧县、镇康县、双江县、凤庆县、云县、沧源县、耿马傣族佧佤族自治县
- 1958年：沧源县改置沧源佧佤族自治县

临沧县、镇康县、双江县、凤庆县、云县、沧源佧佤族自治县、耿马傣族佧佤族自治县
- 1963年：沧源佧佤族自治县和耿马傣族佧佤族自治县分别更名沧源佤族自治县和耿马傣族佤族自治县

临沧县、镇康县、永德县、双江县、凤庆县、云县、沧源佤族自治县、耿马傣族佤族自治县